# Radio France
Radio France este o societate deținută de statul francez, creată la 6 ianuarie 1975 care administrează posturile de radio publice din Franța metropolitană, mai multe grupuri muzicale, precum și o casă de discuri.

## Posturi de radio
Radio France are șapte rețele naționale:
- France Inter - Postul „generalist” al Radio France, cu discuții distractive și informative amestecate cu o mare varietate de muzică, la care se adaugă buletine de știri orare cu acoperire extinsă de știri în momentele importante ale dimineții, prânzului și serii
- France Info - post de știri 24 din 24 de ore
- France Culture - post de radio cultural care acoperă artele, istoria, știința, filosofia etc., împreună cu o știri aprofundate la orele de vârf
- France Musique - post de radio de muzică clasică și jazz
- France Bleu - o rețea de 44 de stații regionale, care prezintă muzică populară împreună cu discuții și informații locale, inclusiv:
  - France Bleu 107.1 - pentru regiunea Paris-Île-de-France
  - France Bleu Béarn - Pyrénées-Atlantiques
  - France Bleu Nord - Nord și Pas de Calais
- FIP - specializat într-o gamă largă de muzică - clasică, hip hop, jazz, chanson, rock, blues, muzică din lumea întreagă
- Mouv'- muzică pop, destinată unui public tânăr

## Misiune
Cele două misiuni principale ale Radio France sunt:
- crearea și extinderea programului pe toate stațiile lor
- asigurarea dezvoltării și gestionării celor patru orchestre și coruri:
  - l'Orchestre National de France (Orchestra Națională a Franței)
  - l'Orchestre Philharmonique de Radio France (Orchestra Filarmonică Radio France)
  - Le Chœur de Radio France (Corul Radio France)
  - La Maîtrise de Radio France (Școala Corului Radio France cu un cor de copii și adolescenți)

## Sediu
Sediul Radio France este la Maison de la Radio, situată pe Avenue du Président Kennedy la numărul 116. Inaugurat pe 14 decembrie 1963 de președintele Charles de Gaulle, clădirea a fost reabilitată parțial în 2003.

## Logo-ul radioului
Prima versiune a siglei din 1975 reprezintă Maison de la Radio, inaugurată în 1963. A fost rafinată în 1985, apoi reproiectată în 1991. În 2001, a fost modernizat prin realizarea în relief. Un nou logo a fost prezentat în septembrie 2005, iar un altul a fost dezvăluit pe 23 martie 2017, însoțit de o revizuire a celor ale orchestrelor Radio France. Acesta din urmă nu mai include „tigaia”, prezentă pe logo-urile Radio France de la crearea sa.